# 東通村

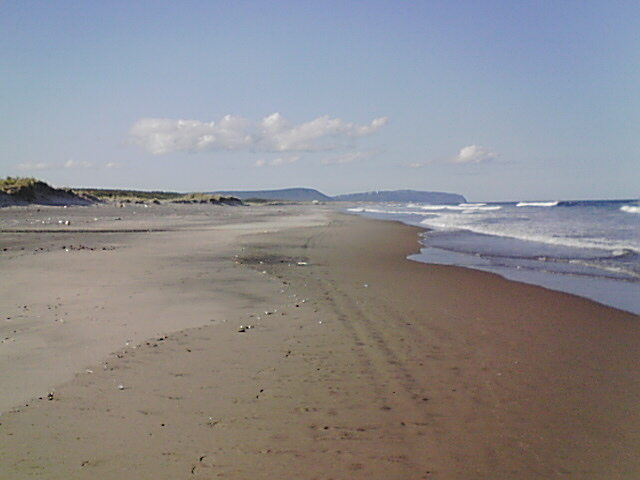
猿ヶ森砂丘

東通村（ひがしどおりむら）は、青森県の下北半島北東部にある村。

## 地理
下北半島の北東を占め、東に太平洋、北に津軽海峡に面し、低い下北丘陵が村の中央を南北に通る。海に突き出た半島北端に尻屋崎があり、5キロメートル南に標高402メートルで村の最高地点の桑畑山がある。尻屋崎と桑畑山の間には寒立馬が放牧される平地がある。下北丘陵の西は田名部平野で、むつ市と接する。東側の海岸付近には大規模な砂丘やいくつかの沼があり、また多くの河川が海に向かって流れる。
集落は海岸沿いに、村内各地に点在している。村は、地理的な中心である内陸部に村役場など行政施設や体育館を置き、住宅団地の形成を目指している。また、村の東部太平洋側に東通原子力発電所を誘致している。
ケッペンの気候区分では西岸海洋性気候に属する。
- 山: 桑畑山 (402m)、片崎山 (300m)
- 砂丘: 猿ヶ森砂丘
- 河川: 田名部川
- 湖沼: 小沼、妹沼、長沼、大沼、タテ沼、左京沼

### 気候
| 小田野沢（1991年 - 2020年）の気候  | 小田野沢（1991年 - 2020年）の気候 | 小田野沢（1991年 - 2020年）の気候 | 小田野沢（1991年 - 2020年）の気候 | 小田野沢（1991年 - 2020年）の気候 | 小田野沢（1991年 - 2020年）の気候 | 小田野沢（1991年 - 2020年）の気候 | 小田野沢（1991年 - 2020年）の気候 | 小田野沢（1991年 - 2020年）の気候 | 小田野沢（1991年 - 2020年）の気候 | 小田野沢（1991年 - 2020年）の気候 | 小田野沢（1991年 - 2020年）の気候 | 小田野沢（1991年 - 2020年）の気候 | 小田野沢（1991年 - 2020年）の気候 |
| 月                                 | 1月                               | 2月                               | 3月                               | 4月                               | 5月                               | 6月                               | 7月                               | 8月                               | 9月                               | 10月                              | 11月                              | 12月                              | 年                                |
| ---------------------------------- | --------------------------------- | --------------------------------- | --------------------------------- | --------------------------------- | --------------------------------- | --------------------------------- | --------------------------------- | --------------------------------- | --------------------------------- | --------------------------------- | --------------------------------- | --------------------------------- | --------------------------------- |
| 最高気温記録 °C （°F）             | 12.5 (54.5)                       | 16.6 (61.9)                       | 20.4 (68.7)                       | 26.4 (79.5)                       | 31.1 (88)                         | 29.9 (85.8)                       | 33.5 (92.3)                       | 34.9 (94.8)                       | 33.6 (92.5)                       | 27.3 (81.1)                       | 24.2 (75.6)                       | 19.2 (66.6)                       | 34.9 (94.8)                       |
| 平均最高気温 °C （°F）             | 2.0 (35.6)                        | 2.6 (36.7)                        | 6.2 (43.2)                        | 11.6 (52.9)                       | 15.7 (60.3)                       | 18.3 (64.9)                       | 22.2 (72)                         | 24.5 (76.1)                       | 22.7 (72.9)                       | 17.5 (63.5)                       | 11.1 (52)                         | 4.6 (40.3)                        | 13.3 (55.9)                       |
| 日平均気温 °C （°F）               | −1.0 (30.2)                       | −0.7 (30.7)                       | 2.3 (36.1)                        | 7.2 (45)                          | 11.5 (52.7)                       | 14.7 (58.5)                       | 18.9 (66)                         | 21.2 (70.2)                       | 18.7 (65.7)                       | 12.9 (55.2)                       | 6.8 (44.2)                        | 1.2 (34.2)                        | 9.5 (49.1)                        |
| 平均最低気温 °C （°F）             | −4.6 (23.7)                       | −4.8 (23.4)                       | −2.0 (28.4)                       | 2.5 (36.5)                        | 7.3 (45.1)                        | 11.4 (52.5)                       | 16.2 (61.2)                       | 18.1 (64.6)                       | 14.4 (57.9)                       | 7.5 (45.5)                        | 2.1 (35.8)                        | −2.5 (27.5)                       | 5.5 (41.9)                        |
| 最低気温記録 °C （°F）             | −15.8 (3.6)                       | −16.0 (3.2)                       | −12.2 (10)                        | −8.3 (17.1)                       | −0.6 (30.9)                       | 3.1 (37.6)                        | 6.0 (42.8)                        | 8.1 (46.6)                        | 3.4 (38.1)                        | −1.1 (30)                         | −7.0 (19.4)                       | −11.4 (11.5)                      | −16.0 (3.2)                       |
| 降水量 mm （inch）                 | 75.2 (2.961)                      | 61.7 (2.429)                      | 71.8 (2.827)                      | 76.5 (3.012)                      | 100.1 (3.941)                     | 112.8 (4.441)                     | 147.0 (5.787)                     | 179.4 (7.063)                     | 172.7 (6.799)                     | 127.0 (5)                         | 98.6 (3.882)                      | 90.0 (3.543)                      | 1,317.7 (51.878)                  |
| 平均降水日数 （≥1.0 mm）           | 14.7                              | 12.9                              | 13.3                              | 10.9                              | 10.9                              | 10.1                              | 11.5                              | 11.5                              | 11.3                              | 12.2                              | 14.4                              | 14.7                              | 148.7                             |
| 平均月間日照時間                   | 95.5                              | 117.6                             | 169.9                             | 195.9                             | 200.5                             | 157.3                             | 130.0                             | 145.2                             | 153.4                             | 159.4                             | 113.0                             | 96.3                              | 1,733.9                           |
| 出典1：Japan Meteorological Agency |                                   |                                   |                                   |                                   |                                   |                                   |                                   |                                   |                                   |                                   |                                   |                                   |                                   |
| 出典2：気象庁                      |                                   |                                   |                                   |                                   |                                   |                                   |                                   |                                   |                                   |                                   |                                   |                                   |                                   |

### 隣接している自治体
- むつ市
- 上北郡：横浜町、六ヶ所村

## 歴史
- 1889年（明治22年） - 町村制の施行により、大利村、目名村、蒲野沢村、野牛村、岩屋村、尻屋村、尻労村、猿ヶ森村、小田野沢村、白糠村、砂子又村及び田屋村の区域をもって、東通村が発足する。村役場は田名部町（現在のむつ市）に置く。
- 1988年（昭和63年） - 東通村100周年を記念し、村役場の庁舎を村内に設ける。

## 行政
かつては村内の道路が未整備だったことを主な理由に村役場を村外（むつ市）に設置していたが、1988年に村制施行100周年記念事業として村内に役場を移転している。自治体の外に役場を置いている事例は離島地域である鹿児島県鹿児島郡三島村および十島村（共に鹿児島市内）、沖縄県八重山郡竹富町（石垣市内）があるが、東通村のように隣接自治体と陸続きなのは極めて珍しい事例であった。
東通原子力発電所誘致により、安定した財源が期待できることから、周辺市町村との合併を当面行わない方針を持つ。村が抱える課題として、村が整備した住宅団地の多くが売れ残り、大幅な財政赤字など新しい町作りが進んでいないことが挙げられる。

### 歴代村長
特記なき場合『東通村歴代三役等一覧表』による。
| 代               | 氏名             | 就任             | 退任             | 備考             |
| 東通村長（官選） | 東通村長（官選） | 東通村長（官選） | 東通村長（官選） | 東通村長（官選） |
| ---------------- | ---------------- | ---------------- | ---------------- | ---------------- |
| 1                | 二瓶勝介         | 明治22年6月11日  | 明治30年4月5日   |                  |
| 2                | 菊池常五郎       | 明治30年4月12日  | 明治30年10月13日 |                  |
| 3                | 川島中作         | 明治30年11月15日 | 明治31年5月5日   |                  |
| 4                | 二瓶勝介         | 明治31年6月13日  | 大正9年2月3日    |                  |
| 5                | 山本雄太郎       | 大正9年4月6日    | 昭和7年4月12日   |                  |
| 6                | 大場金太郎       | 昭和7年7月7日    | 昭和15年7月7日   |                  |
| 7                | 山本角次郎       | 昭和15年9月23日  | 昭和19年9月22日  |                  |
| 8                | 手間本作之丞     | 昭和19年10月4日  | 昭和21年10月15日 |                  |
| 東通村長（公選） |                  |                  |                  |                  |
| 9                | 竹川松蔵         | 昭和22年4月5日   | 昭和28年7月23日  |                  |
| 10               | 二本柳栄太郎     | 昭和28年8月15日  | 昭和40年8月14日  |                  |
| 11               | 川畑義雄         | 昭和40年8月15日  | 昭和52年8月14日  |                  |
| 12               | 中村由蔵         | 昭和52年8月15日  | 昭和56年8月14日  |                  |
| 13               | 川原田敬造       | 昭和56年8月15日  | 平成9年2月24日   |                  |
| 14               | 越善靖夫         | 平成9年4月13日   | 令和3年4月12日   |                  |
| 15               | 畑中稔朗         | 令和3年4月13日   | 現職             |                  |

## 産業

### エネルギー産業
- 原子力
  - 東北電力東通原子力発電所
  - 東京電力東通原子力建設所
  - 東通村防災センター
- 風力発電
  - 岩屋ウインドファーム

### 漁業
- 尻屋漁港
- 野牛漁港
- 石持漁港
- 岩屋漁港
- 尻労漁港
- 小田野沢漁港
- 白糠漁港

### 農業
近年では端境期を狙ったイチゴ栽培が盛んになっている。

### セメント工業
- 三菱マテリアル株式会社青森工場

### 鉱業
- 日鉄鉱業株式会社尻屋鉱業所

### 郵便
- 白糠郵便局（集配局） (84070)
- 岩屋郵便局 (84059)
- 入口郵便局 (84179)
- 小田野沢郵便局 (84212)
- 尻労郵便局 (84225)
- 蒲野沢簡易郵便局 (84745)
- 東通村役場内簡易郵便局 (84796)

## 地域

### 人口
平成27年国勢調査より前回調査からの人口増減をみると、8.89％減の6,607人であり、増減率は県下40市町村中24位。
| |                                        |  |
| 東通村と全国の年齢別人口分布（2005年） | 東通村の年齢・男女別人口分布（2005年） |  |
| ■紫色 ― 東通村 ■緑色 ― 日本全国 | ■青色 ― 男性 ■赤色 ― 女性              |  |
| 東通村（に相当する地域）の人口の推移 \| 1970年（昭和45年） \| 10,735人 \| \| \| 1975年（昭和50年） \| 10,174人 \| \| \| 1980年（昭和55年） \| 9,975人 \| \| \| 1985年（昭和60年） \| 9,675人 \| \| \| 1990年（平成2年） \| 8,794人 \| \| \| 1995年（平成7年） \| 8,045人 \| \| \| 2000年（平成12年） \| 7,975人 \| \| \| 2005年（平成17年） \| 8,042人 \| \| \| 2010年（平成22年） \| 7,252人 \| \| \| 2015年（平成27年） \| 6,607人 \| \| \| 2020年（令和2年） \| 5,955人 \| \| |                                        |  |
| 総務省統計局 国勢調査より |                                        |  |
| 1970年（昭和45年） | 10,735人                               |  |
| 1975年（昭和50年） | 10,174人                               |  |
| 1980年（昭和55年） | 9,975人                                |  |
| 1985年（昭和60年） | 9,675人                                |  |
| 1990年（平成2年） | 8,794人                                |  |
| 1995年（平成7年） | 8,045人                                |  |
| 2000年（平成12年） | 7,975人                                |  |
| 2005年（平成17年） | 8,042人                                |  |
| 2010年（平成22年） | 7,252人                                |  |
| 2015年（平成27年） | 6,607人                                |  |
| 2020年（令和2年） | 5,955人                                |  |

### 教育
東通村は、平成16年度時点で小学校16校、中学校6校があり、人口に対して学校数が極めて多かった。また、進学状況や各種学力調査においても、殆どの教科で満足出来る数値に達しておらず、恵まれた教育環境とは言えなかったため、平成16年に学力の充実を目指した総合教育プラン「教育環境デザインひがしどおり21」を策定し、翌年3月に答申を受けた。
答申では、「21世紀の国際的リーダーと村をリードする次世代の優秀な人材の輩出」と「子供を持つ世帯に魅力的かつ先進的な教育の村として確立し、定住志向を高め、県内外からの移住取り込みを図る」という2つの大きな目標のもとで、具体的な数値目標が掲げられ、保護者・住民・学校・教育行政が一体となって取り組んでいくことが必要であるとし、骨格デザイン8項目と詳細デザイン30項目で構成された。
これらを基に、平成20年4月に中学校6校を1校に、平成21年4月には小学校16校を1校にした。さらに、平成24年4月には、現在10園ある乳幼児施設を認定こども園として1園に統合し、乳幼児施設・小学校・中学校を隣接設置し、幼小中一貫教育の展開をハード面からサポートしていく。
ソフト面では、平成17年度に「わが村の先生制度」特区の認定を受け、村費負担教職員を全国公募で15名採用し、小学校で25人学級、中学校で29人学級の少人数学級体制を敷き、小学校段階から主要教科で習熟度別クラス・ティームティーチング・教科担任制を導入し、平成19年の「東通村英語教育特区」の認定により、小学校1年生から英語科を正規教科として採用した。
平成17年10月、全国でも珍しい公営の学習塾「東通村学習塾」が開講した。

#### 小学校
- 東通村立東通小学校

※以下は廃校。
- 東通村立下北炭鉱小学校（1951年・閉校）
- 東通村立猿ヶ森小学校長沼分校（1958年・閉校）
- 東通村立小田野沢小学校南通分校（1972年・閉校）
- 東通村立袰部小学校（1987年・岩屋小学校袰部分校、1989年・閉校）
- 東通村立猿ヶ森小学校（1992年・閉校）
- 東通村立下田屋小学校（1992年・閉校）
- 東通村立田代小学校（1994年・閉校）
- 東通村立大利小学校（2005年・東通小学校を統合新設）
- 東通村立目名小学校（同上）
- 東通村立石持小学校（同上）
- 東通村立鹿橋小学校（同上）
- 東通村立蒲野沢小学校（同上）
- 東通村立入口小学校（同上）
- 東通村立野牛小学校（同上）
- 東通村立岩屋小学校（同上）
- 東通村立田屋小学校（同上）
- 東通村立石上小学校（同上）
- 東通村立砂子又小学校（同上）
- 東通村立尻屋小学校（2009年・東通小学校へ統合）
- 東通村立尻労小学校（同上）
- 東通村立小田野沢小学校（同上）
- 東通村立老部小学校（同上）
- 東通村立白糠小学校（同上）

#### 中学校
- 東通村立東通中学校

※以下は廃校。
- 東通村立南部中学校老部分校（1952年・閉校）
- 東通村立石持中学校〈旧〉（1974年・石持中学校〈新)を統合新設）
- 東通村立鹿橋中学校（同上）
- 東通村立田代中学校（1996年・閉校）
- 東通村立石上中学校（2005年・閉校）
- 東通村立砂子又中学校（2005年・閉校）
- 東通村立北部中学校（2008年・東通中学校を統合新設）
- 東通村立小田野沢中学校（同上）
- 東通村立南部中学校（同上）

### 警察
むつ警察署
- 岩屋駐在所
- 白糠駐在所
- 砂子又駐在所

### 消防
- 下北地域広域行政事務組合東通消防署
  - 北分遣所
  - 南分遣所

## 交通

### 鉄道
村内を鉄道路線は通っていない。鉄道を利用する場合の最寄り駅は、東日本旅客鉄道（JR東日本）大湊線下北駅。
ただし村へ行く路線バスは鉄道駅の駅前には発着しないので、鉄道駅から路線バスで村に行く場合、下北駅から乗車しむつで乗り継ぐか、野辺地駅から乗車し泊（泊車庫）で乗り継ぐことになる。

### バス
- 下北交通 - むつ市と六ヶ所村泊地区を結ぶ「泊線」が東通村内を経由する。
  - むつ - 東通村庁舎前 - 猿ヶ森 - 白糠 - 泊

### 道路
一般国道
- 国道338号
  - 白糠バイパス（白糠・泊トンネル）

主要地方道
- 青森県道6号むつ尻屋崎線
- 青森県道7号むつ東通線

一般県道
- 青森県道172号尻労袰部線
- 青森県道248号尻労小田野沢線
- 青森県道266号関根蒲野沢線

### 港湾
- 尻屋岬港

## 名所・旧跡・観光
- 尻屋崎：本州最北東端の岬。白亜の尻屋埼灯台（光度日本最大級、53万カンデラ）と、寒立馬（かんだちめ）が有名。
- ヒバの埋没林（猿ヶ森）
- 左京沼（天然記念物のマリモ）
- 桑畑山のツツジ
- 浜尻屋貝塚 - アワビを主体とする中世の貝塚。国の史跡[5]。

## 施設
- 防衛省海上自衛隊海洋業務・対潜支援群下北海洋観測所
- 防衛装備庁下北試験場

## 出身有名人
- 手間本北栄（彩書家）